# Kosmovac
Kosmovac (cyr. Космовац) – wieś w Serbii, w okręgu pirockim, w gminie Bela Palanka. W 2011 roku liczyła 68 mieszkańców.